# NGC 4460
NGC 4460 ist eine linsenförmige Galaxie vom Hubble-Typ SB0-a im Sternbild Jagdhunde. Sie ist schätzungsweise 24 Millionen Lichtjahre von der Milchstraße entfernt.
Das Objekt wurde am 10. April 1788 von William Herschel entdeckt.